# Hubbsia
Hubbsia is een monotypisch geslacht van schimmels in de familie Roccellaceae. het bevat alleen Hubbsia californica.